# Gemeinnützige Entwicklungszusammenarbeit
Die Gemeinnützige Entwicklungszusammenarbeit GmbH (GEZA) ist eine konfessionell unabhängige Nichtregierungsorganisation in Österreich, die sich der Entwicklungszusammenarbeit und entwicklungspolitischen Bildungsarbeit widmet.

## Ziele und Tätigkeitsbereiche
Im Sinne von Hilfe zur Selbsthilfe realisiert die Organisation mit Partnern Projekte vor Ort und leistet begleitend einen Beitrag zur Sensibilisierung der Öffentlichkeit für die Anliegen der Menschen aus dem Süden.
Die thematischen Schwerpunkte stellen einen Beitrag zur Erreichung der UN-Millenniumsziele und der Armutsbekämpfung dar. Die Organisation setzt insbesondere Projekte in den Bereichen Gesundheit/HIV, Bildung, Friedens- und Demokratieförderung, Frauen- und Menschenrechte, Unterstützung von Lokalregierungen und lokaler Wirtschaftsentwicklung, um. Man befasst sich darüber hinaus mit dem Austausch und Dialog zwischen österreichischen und mosambikanischen Parlamentariern.
Die Projekte werden überwiegend von der Austrian Development Agency und einigen Landesregierungen gefördert und zielen auf die Unterstützung benachteiligter Gruppen und die Stärkung der Zivilbevölkerung. Begleitet werden die Projekte von Ausstellungen und Informationsveranstaltungen etwa an Schulen. Zu den Schwerpunktregionen der GEZA zählen Afrika (Westsahara, Uganda, Mosambik, Südafrika).

## Schwerpunktthemen
- Gesundheit/HIV-Prävention
- Bildung
- Friedens- und Demokratieförderung
- Menschen- und Frauenrechte
- Westsahara/Anwaltschaftsarbeit
- Entwicklungspolitische Bildungsarbeit

## Geschichte
Die GEZA wurde 2007 vom Arbeiter-Samariterbund Österreichs und dem Verein Österreichisches Nord-Süd-Institut für Entwicklungszusammenarbeit gegründet. Obwohl die GEZA erst seit 2007 besteht, verfügt sie, durch ihre bereits lange existierenden Teilhaberorganisationen, insbesondere dem Institut ÖNSI über eine reiche Erfahrung in der Entwicklungszusammenarbeit. Heute ist der Arbeiter-Samariterbund Österreichs (ASBÖ) zu 95 % und der Verein ÖNSI zu 5 % an der GEZA beteiligt.

## Projekte und Aktionen
Zu den laufenden Projekten zählen u. a.:

### Afrika
- Physiotherapeutischer Pflegedienst für behinderte Kinder in den sahaurischen Flüchtlingslagern (Westsahara)
- Stärkung der Kapazitäten für Pflege in den sahaurischen Flüchtlingslagern (Westsahara)
- die Unterstützung der Rücksiedelung der Bevölkerung aus den Flüchtlingslagern in ihre Dörfer im Norden Ugandas

### Europa, Kaukasus, Naher Osten
- der parlamentarische Nord-Süd Dialog mit Mosambik und Österreich mit dem Ziel der Politikkohärenz in Österreich und Verbesserung der Kapazitäten des mosambikanischen Parlaments
- Aufbau eines mobilen Pflegedienstes in Telavi, Georgien
- Gesundheit im Kindergarten im palästinensischen Flüchtlingslager Shufat bei Jerusalem

### Österreich

#### Veranstaltungen
- Paint the World 2009: Beim Donauinselfest haben prominente Personen aus Politik und Kultur für einen guten Zweck gemalt. Die Werke wurden ab Herbst versteigert, sämtliche Erlöse kommen den Entwicklungsprojekten der GEZA zugute.
- Am 12. Mai 2009 fand das Benefizkonzert „One Night for Afrika“ für Entwicklungsprojekte in Afrika in der U4 Diskothek statt.
- Im Dezember 2009 veranstaltete die GEZA in Kooperation mit dem Schikaneder Kino das Festival „this human world - the run-up. HIV/AIDS geht uns alle etwas an“, bei dem Filme zum Thema HIV/AIDS gezeigt wurden.
- Von 18. Mai bis 21. Juni 2010 war die Fotoausstellung Moved Generations im Museum für Völkerkunde in Wien zu besichtigen und wurde im Rahmen des Projekts „HIV-Prävention und Gesundheitsversorgung für Kinder und Jugendliche in Südafrika“ von der GEZA organisiert.
- Beim Pokerturnier im Mai 2010 „Pokern für Entwicklung - Bluffen für einen guten Zweck“ kam der Reinerlös einem HIV-Präventionsprojekt der GEZA in Südafrika zugute.
- Beim „Fest des Kindes“ mit dem Schwerpunkt „Afrika“ im September 2010 im Auer-Wels-Park war die GEZA mit einem Stand vertreten.
- „Trauermarsch für die Entwicklungszusammenarbeit“ im Dezember 2010: zahlreiche Mitarbeiter diverser Nichtregierungsorganisationen demonstrierten vor dem Ministerrat im Bundeskanzleramt am Ballhausplatz gegen die massiven Budgetkürzungen für die öffentliche Entwicklungszusammenarbeit und trugen die Entwicklungszusammenarbeit symbolisch zu Grabe.
- Westsahara-Kundgebung im Rahmen des „AWO-Forums Marokko“ der Wirtschaftskammer im November 2010.
- Aktion „Mutternacht“ im Mai 2011: um auf die dringende Umsetzung des Millennium Development Goals (MDG) Nr. 5 der Vereinten Nationen – die Senkung der Müttersterblichkeit – hinzuweisen, veranstaltete die GEZA zusammen mit anderen NGOs eine Aktion auf der Rahlstiege in Wien und einen Filmabend im TopKino.

#### Bildungsarbeit
- Am 4. März 2010 wurde eine Tagung zum Thema „Westsahara - Die letzte Kolonie Afrikas“ von der GEZA und VIDC (Wiener Institut für internationalen Dialog und Zusammenarbeit) organisiert.
- Von 12. bis 17. September 2010 veranstalteten GEZA und Zeit!Raum im Rahmen des A.W.A.R.E.-Projektes eine Action Week. Es fanden musikalische und künstlerische Darbietungen, Workshops, Präsentationen und Diskussionsveranstaltungen zu den Themen Bildung und UN-Millenniumsziele statt.
- „Afrikas Fisch für Europas Hunger“ Diskussionsveranstaltung im Mai 2011: zwei Fischer aus dem Senegal und Mauretanien berichteten über ihre negativen Erfahrungen mit der europäischen Fischereipolitik und setzten sich für eine im Grünbuch von der EU-Kommission geforderte „umfassende, tiefgreifende Reform der gemeinsamen Fischereipolitik“ ein.
- Frauenstimmen – Symposium über die Bedeutung von Frauen für Friedensprozesse in Afrika, Linz Mai 2011

## Finanzierung und Partner
Zu den öffentlichen Fördergebern zählen EU, OEZA/ADA, Stadt Wien, Land Oberösterreich und Land Niederösterreich. In den letzten Jahren gab es auch private Förderer.